# James Forrester
Pas d'image ? Cliquez ici

a Compétitions nationales et continentales officielles uniquement.

b Matchs officiels uniquement.
Dernière mise à jour le 27 février 2025.
James Forrester, né le 9 février 1981 à Oxford (Angleterre), est un joueur de rugby à XV, qui joue avec l'équipe d'Angleterre et avec Gloucester Rugby, au poste de numéro 8. 

## Carrière
James Forrester joue l'intégralité de sa carrière professionnelle avec Gloucester Rugby en championnat d'Angleterre. Il est contraint de prendre sa retraite de joueur en 2008, à la suite d'une grave blessure au genou.
Il honore sa première cape internationale avec l'Angleterre le 5 février 2005, à l'occasion d'un match contre l'équipe du pays de Galles. Sa seconde, et dernière, est à l'occasion d'un test match de novembre 2005 face aux Tonga.

## Palmarès
- Finaliste du Championnat d'Angleterre en 2003 et 2007.
- Vainqueur de la Coupe d'Angleterre en 2003.
- Vainqueur du Challenge européen en 2006.

## Statistiques internationales
- 2 sélections avec l'équipe d'Angleterre
- Sélections par année : 2 en 2005